# Wyschnewe
Wyschnewe (ukrainisch Вишневе) ist eine Stadt in der Ukraine in der Oblast Kiew mit etwa 40.000 Einwohnern (2019). Die Stadt ist eine nur wenige Kilometer von Kiew gelegene Satellitenstadt.

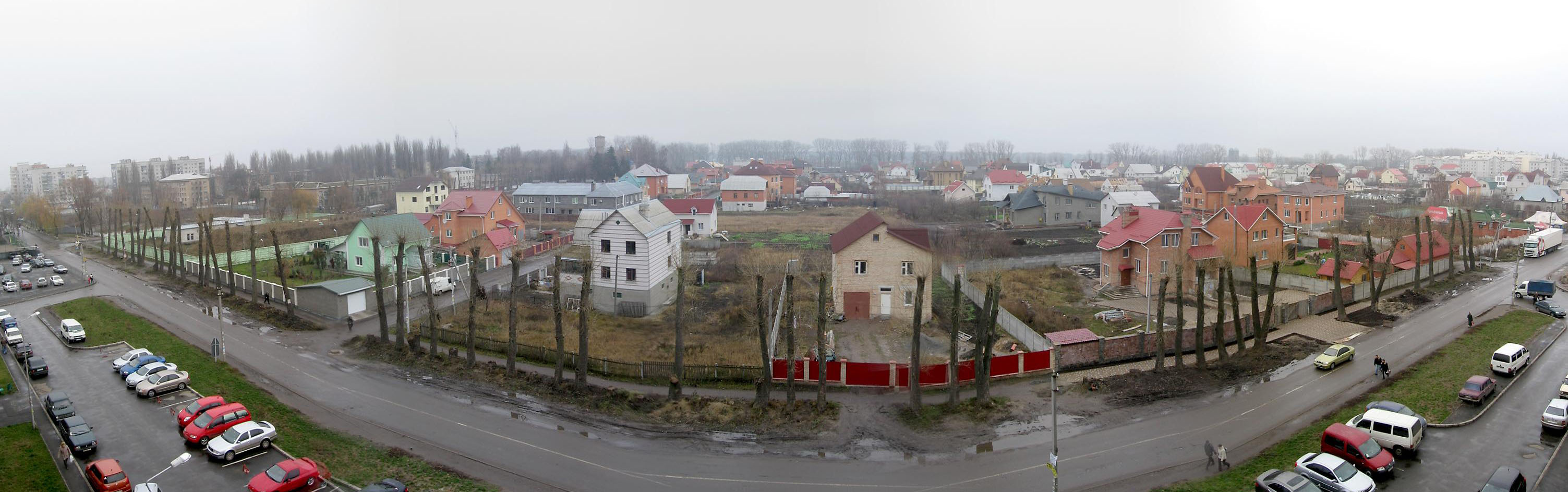
Blick auf die Stadt

## Geschichte
Der Anfang der Stadt geht auf das Jahr 1887 zurück, als hier die Eisenbahnstation Schuljany gebaut wurde. 1961 wurde die Siedlung in Wyschnewe (Kirschen) umbenannt, da hier tatsächlich sehr viele Kirschbäume wuchsen. In den 1960er-Jahren wurde die Industrie der Stadt intensiv ausgebaut und die Bevölkerung stieg rapide an. 1971 erhielt Wyschnewe die Stadtrechte.

## Verwaltungsgliederung
Am 12. Juni 2020 wurde die Stadt zum Zentrum der neugegründeten Stadtgemeinde Wyschnewe (Вишнева міська громада/Wyschnewa miska hromada). Zu dieser zählen auch das eine in der untenstehenden Tabelle aufgelisteten Dorf, bis dahin bildete sie die gleichnamige Stadtratsgemeinde Wyschnewe (Вишнева міська рада/Wyschnewa miska rada) im Zentrum des Rajons Kiew-Swjatoschyn.
Am 17. Juli 2020 kam es im Zuge einer großen Rajonsreform zum Anschluss des Rajonsgebietes an den Rajon Butscha.
Folgende Orte sind neben dem Hauptort Wyschnewe Teil der Gemeinde:
| Name                     | Name       | Name                           |
| ukrainisch transkribiert | ukrainisch | russisch                       |
| ------------------------ | ---------- | ------------------------------ |
| Krjukiwschtschyna        | Крюківщина | Крюковщина (Krjukowschtschina) |

## Einwohnerentwicklung
| 1969   | 1989   | 2001   | 2010   | 2019   |
| ------ | ------ | ------ | ------ | ------ |
| 17.600 | 30.669 | 34.465 | 36.614 | 40.919 |

Quelle: 